# Ninatta und Kulitta

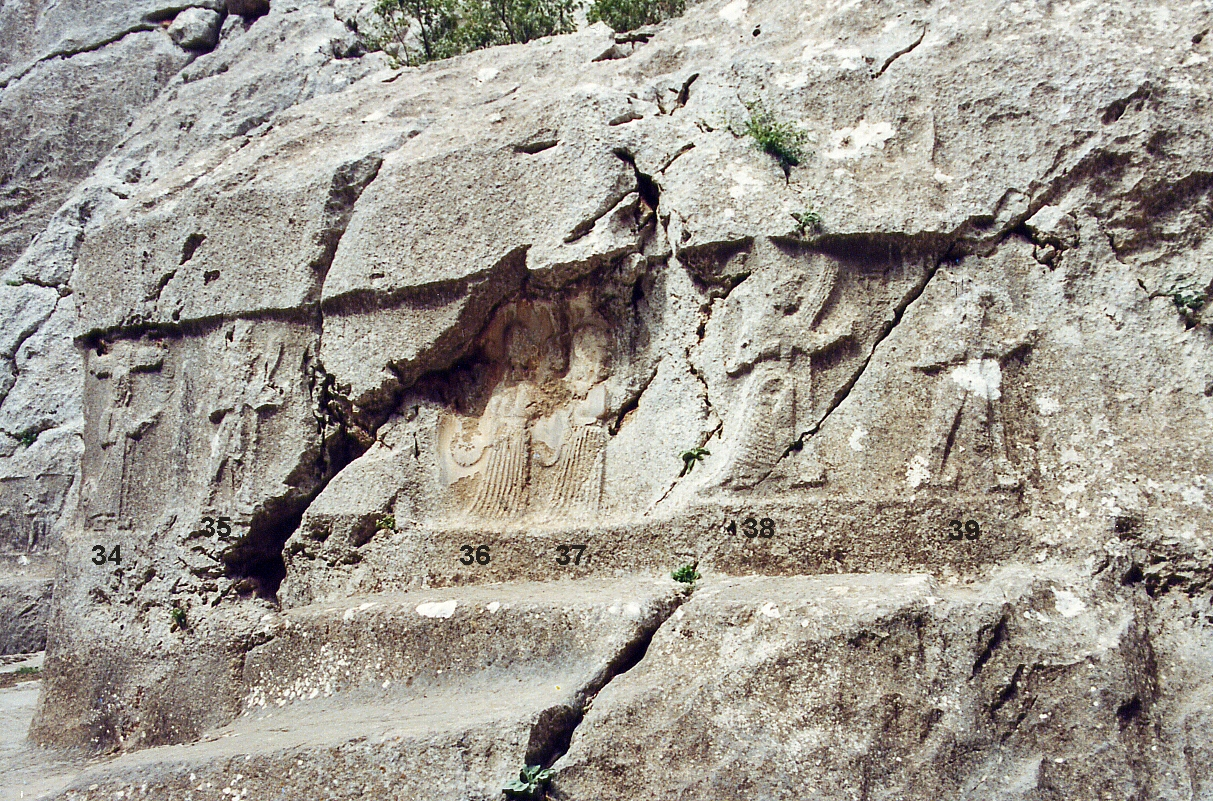
Die geflügelte Šauška, zweite von rechts, gefolgt von ihren Dienerinnen Ninatta und Kulitta. Felsheiligtum von Yazılıkaya

Ninatta und Kulitta (in Ugarit: nnt klt) sind die Dienerinnen der hurritischen Göttin Šauška. Sie können auch zusammen als Ninattanni oder auch als Kulittanni genannt werden. Sie gehören zu den wohlwollenden Dienerinnen und werden häufig zusammen mit Šauška genannt. Im Ḫedammu-Mythus begleiten sie diese ans Meer und unterstützen sie beim Betören des Meerungeheuers.
Ninatta und Kulitta werden oft zusammen mit Šauška dargestellt. Eine hethitische Bilderbeschreibung schildert Šauška als eine sitzende Göttin mit Flügeln, vor ihr liegt ein versilberter awiti-Löwe mit Flügeln, rechts und links der Flügel stehen Ninatta und Kulitta, beide aus Silber, ihre Augen aus Gold. Im hethitischen Felsheiligtum Yazılıkaya werden sie zusammen mit Šauška in der männlichen Götterprozession abgebildet. Ninatta (Relief 37) trägt eine Salbflasche, Kulitta (Relief 36) hält einen Spiegel.